# Hieronim Bużeński (zm. 1580)
Hieronim Bużeński herbu Poraj (ur. ok. 1513, zm. 26 listopada 1580 w Krzeczowie) – sygnatariusz konfederacji warszawskiej, kasztelan sieradzki w 1579 roku, podskarbi wielki koronny w latach 1569–1578,burgrabia krakowski w latach 1559–1566, żupnik krakowski w latach 1552–1577, sekretarz królewski ok. 1552 roku, starosta krzeczowski w latach 1558–1580, starosta brzeziński i dobczycki w 1569 roku.

## Życiorys
Przed 1542 rokiem był skarbnikiem biskupa poznańskiego Sebastiana Branickiego, w 1550 roku skarbnikiem królowej Bony. Dworzanin Zygmunta I Starego, służący w 5 koni od 1546 roku i w 6 koni w 1547 roku. Dworzanin konny królowej Barbary Radziwiłłówny, 23 kwietnia 1552 roku został żupnikiem krakowskim i sprawował tę funkcję do 2 marca 1577 roku. Jednocześnie był sekretarzem królewskim. W 1559 roku został burgrabią krakowskim. W latach 1569–1578 był podskarbim wielkim koronnym. Po złożeniu przez Bużeńskiego funkcji król Stefan Batory wynagrodził jego służbę roczną pensją z żup w wysokości 1500 zł i w dowód uznania nadał w 1579 kasztelanię sieradzką. Okres gospodarowania przez niego w żupach krakowskich należał do okresów największej prosperity.
Bużeński porzucił katolicyzm i przeszedł na kalwinizm, przez pewien czas sympatyzował też z braćmi polskimi. Utrzymywał stosunki z wybitnymi teologami szwajcarskimi. Zamienił na zbór świątynię katolicką w Żabnie, zbudował też zbór kalwiński w Wieliczce.
Był uczestnikiem zjazdu w Knyszynie 31 sierpnia 1572 roku. Podpisał konfederację warszawską 1573 roku.  W 1573 roku potwierdził elekcję Henryka Walezego na króla Polski.